# Inundaciones en el noreste de Brasil en 2010
Las lluvias en el noreste de Brasil en 2010 provocaron inundaciones generalizadas en la segunda quincena de junio de 2010. Las inundaciones afectaron principalmente a Alagoas y Pernambuco, donde pueblos enteros fueron arrasados, matando a decenas y provocando la desaparición de cientos.
El presidente de Brasil, Luiz Inácio Lula da Silva, convocó una sesión de emergencia para organizar la distribución de ayuda. La distribución de la ayuda fue compleja, porque las ciudades afectadas eran zonas rurales aisladas con pocas carreteras intactas (en Pernambuco, 79 puentes en zonas críticas fueron destruidos por la inundación). Lula también canceló un viaje a Canadá para una reunión de las principales economías del G20.

## Detalles de la inundación
Al menos 44 personas murieron, unas 1.000 están desaparecidas, incluidas 500 en União dos Palmares y al menos 120.000 tuvieron que abandonar sus hogares. Ciudades enteras fueron destruidas. Las represas explotaron y los niveles de los ríos aumentaron, sumergiendo ciudades enteras. Los servicios de electricidad y teléfono fueron interrumpidos y destruidos. Las personas sin hogar se reunieron en escuelas e iglesias en busca de refugio.
El río Mundau, en el estado de Alagoas, desbordó União dos Palmares, provocando la desaparición de al menos 500 personas. Los cadáveres flotaban en las playas y en los ríos. Más de 40.000 casas en Alagoas quedaron inundadas, afectando a 22 localidades. El número de muertos en un momento dado en Alagoas fue de 26 y en el estado de Pernambuco fue de 13.
Río Largo en Alagoas tuvo sus orillas completamente destruidas por el agua debido al colapso de una presa, dejando sólo un ferrocarril destrozado y ruinas fangosas. Allí se está buscando supervivientes.
Los funcionarios meteorológicos en Alagoas pronosticaron lluvias hasta al menos el 25 de junio de 2010. Más de 400 milímetros (15,7 pulgadas) de lluvia cayeron durante un período de 4 días.

## Respuesta
El presidente de Brasil, Luiz Inácio Lula da Silva, se reunió en una sesión de emergencia con los gobernadores de ambos estados para decidir cómo distribuir los fondos de emergencia. El gobierno federal envió suministros a las zonas afectadas, consistentes en fondos de 100 millones de reales, 20.000 cestas de alimentos, colchones y mantas. Hasta el 24 de junio se entregaron 10 toneladas de suministros, cantidad que todavía no es suficiente para cubrir la gran destrucción. Los servicios de emergencia y los militares se embarcaron en misiones para garantizar que los suministros llegaran de forma segura a las ciudades aisladas. Hubo dificultades con la entrega de ayuda, ya que las carreteras y rutas ferroviarias se vieron afectadas por las inundaciones. Esto llevó a algunos ciudadanos a recuperar su comida del lodo para comerla. El 24 de junio, el gobierno federal anunció que otorgaría 500 millones de reales adicionales para los esfuerzos de ayuda de emergencia en los dos estados.
El presidente Lula canceló su viaje a Canadá para la reunión de las principales economías del G20 a medida que se desarrollaba la situación y envió en su lugar al ministro de Hacienda, Guido Mantega. Los afectados por las inundaciones vieron cómo la selección de fútbol de Brasil se enfrentaba a la selección de fútbol de Portugal en la Copa Mundial de la FIFA 2010 en refugios improvisados.
Hay planes para reubicar toda la ciudad de Branquinha, una de las ciudades más dañadas de Alagoas, a un lugar más alto cerca de las principales carreteras. No quedó ningún edificio de servicios públicos en pie y la Secretaría de Salud del Estado emitió [¿cuándo?] preocupaciones [¿cuál?] sobre el agua contaminada causando enfermedades.[cita requerida]